# جيبريت
جيبريت هي مجموعة سويسرية متعددة الجنسيات متخصصة في تصنيع وتوريد أجزاء الأدوات الصحية والأنظمة ذات الصلة بهذا المجال. وهي رائدة في مجالها في أوروبا  وتتمتع بحضور عالمي من خلال الشركات التابعة لها.